# Peter Holthausen
Peter Ewald Franz Holthausen, född 19 september 1948 i Enskede församling, är en svensk filmproducent, ljudtekniker och ljudläggare. Tillsammans med Per Carleson och Christer Furubrand startade han 1982 Studio Lagnö.
Holthausen är även sångare i bluesbandet Blue House från Trosa.

## Filmografi roller i urval
- 1988 – Mimmi (TV-serie)
- 1996 – Sista körningen
- 2001 – Eva & Adam (TV-serie)

## Producent i urval
- 1996 – Sista körningen
- 1999 – En liten julsaga
- 2003 – Misa mi
- 2004 – Falla vackert
- 2004 – Lilla fröken Norge
- 2005 – Se min värld - filmen om Adam
- 2006 – Förortsungar
- 2009 – Äntligen midsommar